# Detaljhandel

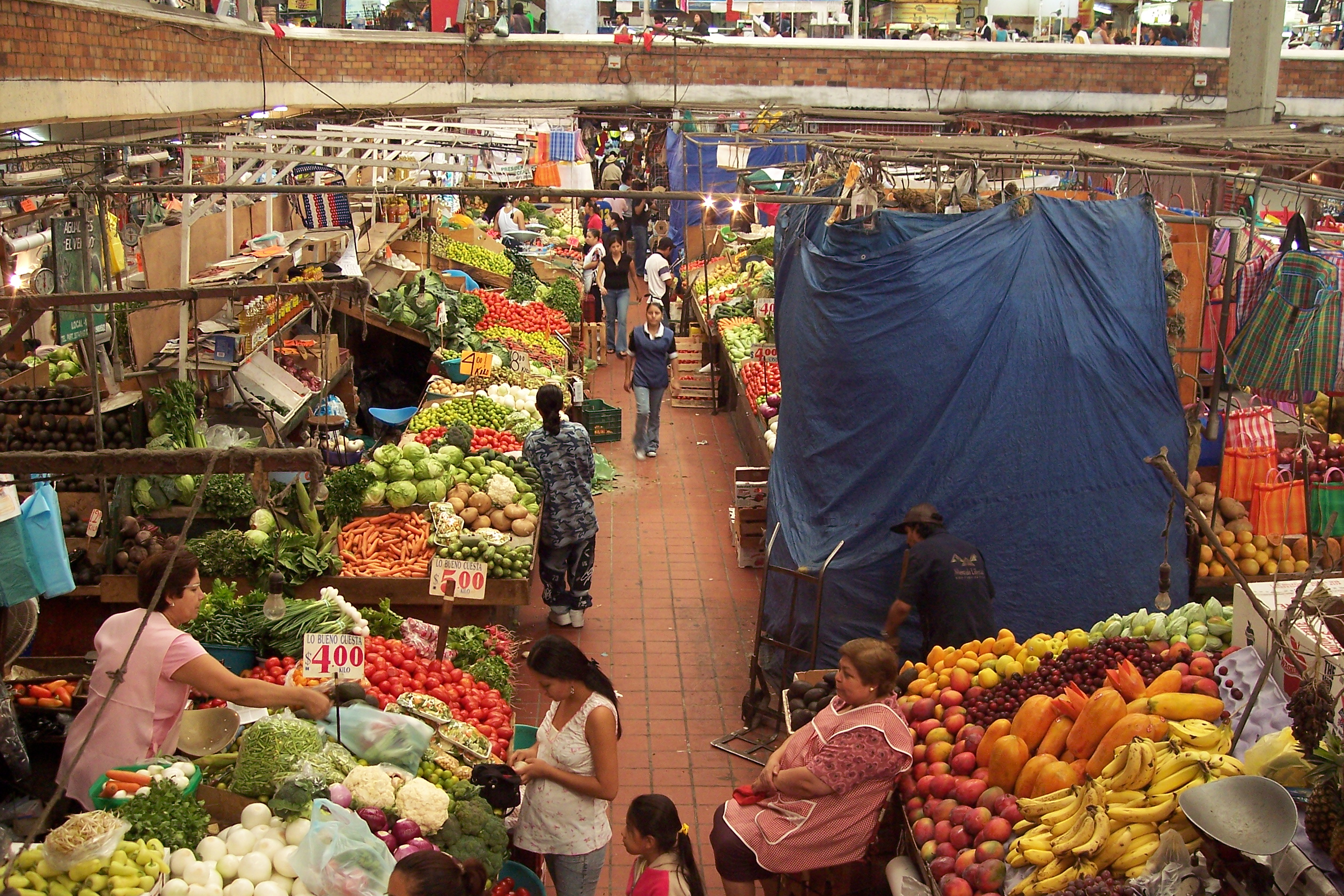
Detaljhandel i Mexiko.

Detaljhandel (äldre benämning: minuthandel) är handel där varor kan köpas enskilt, till skillnad från partihandel. Detaljhandeln är framför allt inriktad på konsumenter. Detaljhandel kan bedrivas från en fast placerad butik eller kiosk (fackhandel eller varuhus), men också i torgstånd, genom postorder och genom försäljning via Internet. Säljaren gör inköp av handelsvarorna i stora kvantiteter från tillverkare och importörer, antingen direkt eller via en grossist, för att sedan sälja varorna i mindre kvantiteter till konsumenten. Detaljhandeln är slutpunkten i leveranskedjan.
Detaljhandel kan delas upp i två huvudgrupper (dagligvaruhandel och specialvaruhandel).